# Michael Cook
Pour l’article homonyme, voir Michael Cook (historien).
 Michael Terence Cook, né le 23 avril 1962 à Caulfield (Australie), est un ancien joueur de rugby à XIII et de rugby à XV qui a joué avec les Wallabies.
Il évoluait au poste de trois-quarts centre. 

## Carrière
Il a eu sa première sélection avec l'équipe d'Australie le 21 juin 1986 contre la France. Son dernier test match fut contre l'Italie,  le 3 décembre 1988.
Il a disputé deux matchs de la coupe du monde de rugby 1987.
Depuis 1989 il devenait professionnel de rugby à XIII et jouait trois saisons pour les Sydney Roosters.

## Palmarès
- Nombre de test matchs avec l'Australie (rugby à XV) :  11